# 9公升箱
9公升箱（英語：Nine-Litre Case）是一個用於酒精飲品行業的专业计量单位，是一個介乎實際生產容量及銷售量之間的中介單位。對於釀酒業來說，酒精飲品的生產量一般都以公升作單位；但在入瓶與包裝後，同一種產品會因為容量不同，會計上要當作不同的最小存货单位（SKU）來處理。這樣，但銷售部門取回產品的銷量時，由於不同的產品可能有不同的包裝，使這些數據無法被生產部門用作比較之用。所以，酒精飲品行業往往會捨棄按商品的實際銷售數量計算，而是把實際銷售數量轉化成所包含的酒精容量，再以平均每箱九公升（一般酒精飲品每瓶為 750 mL 或 75 cL，每箱 12 支，合計剛好九公升）來計算，使不同產品之間可以有一個共同的單位來作比較。
9公升換算成為英美單位，大約等於2.4加侖。

## 參看
- 公升（L） - 升（cL） - 毫升（mL）